# Lāleh Dasht
Lāleh Dasht (persiska: لاله دشت) är en ort i Iran.   Den ligger i provinsen Gilan, i den nordvästra delen av landet, 230 km nordväst om huvudstaden Teheran. Lāleh Dasht ligger 1 meter över havet och antalet invånare är 738.
Terrängen runt Lāleh Dasht är mycket platt.Runt Lāleh Dasht är det ganska tätbefolkat, med 155 invånare per kvadratkilometer. Närmaste större samhälle är Rasht, 15,0 km väster om Lāleh Dasht. Trakten runt Lāleh Dasht består till största delen av jordbruksmark.